# Hishults kyrka
Hishults kyrka är en  kyrkobyggnad i Hishult i Göteborgs stift. Den är församlingskyrka i Knäred-Hishults församling. På grund av skador i takets bärande konstruktion stängdes kyrkan från 8 augusti 2025 tills vidare.

## Historia
På platsen fanns tidigare en medeltidskyrka byggd av sten i romansk stil. Kyrkan var helgad åt Sankt Torkil. Den bestod av ett rektangulärt långhus 19x7 meter och ett smalare rakt avslutat kor i öster. I söder fanns ett vapenhus som sannolikt tillkommit sent 1400-tal. En grov dörr mellan vapenhus och långhus har inskuret årtalet 1450 och är deponerad på Hallands museum. Eventuellt har kyrkan förlängts åt väster vid okänd tidpunkt. År 1800 byggdes ett trätorn vid västgaveln. Den medeltida kyrkan revs 1901. En stor del av inventarierna överfördes till den nya kyrkan. Grundmurar av den medeltida kyrkan finns kvar i marknivå ett 25-tal meter sydväst om den nya kyrkan.

## Kyrkobyggnaden
Dagens kyrka uppfördes 1901-1902 efter ritningar av Adrian C. Peterson och Carl Crispin i nyromansk stil. Byggmästare var August Torell (även Thorell) (f. 11 nov. 1852) från Halmstad på entreprenad för 40 000 kr. Han var i området känd kyrkobyggmästare och fungerade här som arbetsledare och åtog sig stenarbetena. Medantagna på byggentreprenad var fungerande byggmästarna Alexander Jönsson och Abraham Johansson, bägge ifrån Halmstad. Totalbygget för kyrkan skulle då uppgå till 60.000 kronor.  Arbetet påbörjades den 27 januari 1901 med grundgrävningen trots tjälen som man fick hugga upp och i april kunde murarna börja uppföras. I november 1901 hade fönster börjat sättas in, skiffertak anläggas samt inre puts- och snickeriarbeten utföras. Kyrkan invigdes den 17 oktober 1902 av biskop E. D. Rohde. Kyrkan är orienterad i nord-sydlig riktning och består av rektangulärt långhus med ett lägre, tresidigt avslutat kor i norr. Tornet i söder har kupolformat tak och däröver en spetsig spira. Långhuset har korta, höga korsarmar åt öster och väster, vars nedervåningar fungerar som vapenhus. Murarna stöds av strävpelare. Fönstren är rundbågade och i långhuset kopplade tre och tre.
Måleriarbetet i kyrkan samt restaurering av de gamla inflyttade inventarierna predikstol, altare och dopfunt, utfördes av målerifirman Ringström & Fjellman i Falkenberg som fick gott betyg för både smak och konstsinne.
Viktiga inventarier flyttades över från den gamla kyrkan. Interiören förändrades vid restaureringen 1949-1950 under ledning av Axel Forssén och fick därvid en varmare färgton. Altartavlan och predikstolen restaurerades och återfick ursprungligt skick. Triumfkrucifixet från 1400-talet återställdes till kyrkan och läktarbröstningens dekorationsmålade pannåer, som tidigare skingrats, återuppsattes på en helt ny läktarbröstning.
Under våren 2025 upptäcktes sprickor i kyrkorummets väggar och skador på takstolarna som kunde medföra att dessa skulle kunna sjunka ihop vid tung belastning. Kyrkan stängdes därför 8 augusti 2025 och inledningsvis bedömdes kyrkan kunna öppna på nytt tidigast julen 2026, under förutsättning att finansiering och åtgärder kunde ske under tiden.

## Inventarier
- Predikstolen är utförd av bildhuggaren Johan Ullberg och skänktes till kyrkan år 1768.
- Altaruppsatsen är utförd 1708 av bildhuggaren Gustav Kilman. År 1769 blev den förhöjd och förnyad av Johan Ullberg.
- Ett triumfkrucifix är från senmedeltiden.
- Den åttakantiga dopfunten är ett renässansarbete av kärnek, som tillkom 1621-1626. Foten är daterad 1626 och där avbildas evangelisterna.
- Baldakinen ovanför funten hänger i smidda kedjor från taket och bär årtalet 1621.

### Orgel
- År 1901 byggde Johannes Magnusson, Göteborg en orgel med nio stämmor.
- Dagens mekaniska orgelverk är tillverkat 1972 av Tostareds Kyrkorgelfabrik. Orgelhus och fasad från 1901 års orgel och gammalt pipmaterial har använts till flera stämmor. Instrumentet har sexton stämmor.[8]

| Huvudverk I         | Svällverk II      | Pedal         | Koppel |
| Gedakt 8´           | Spetsflöjt 8´     | Subbas 16´    | I/P    |
| Principal 4´        | Koppelflöjt 8´    | Gedakt 8´     | II/P   |
| Rörflöjt 4'         | Principal 2'      | Kvintadena 4´ | II/I   |
| Nachthorn 2'        | Nasat 1 1/3'      | Fagott 16'    |        |
| Sesquialtera 2 chor | Terscymbel 3 chor |               |        |
| Mixtur 4 chor       | Regal 8'          |               |        |
|                     | Tremulant         |               |        |
|                     | Crescendosvällare |               |        |